# Bonnie Tiburzi
Bonnie Tiburzi (née le 31 août 1948), est une aviatrice américaine. En 1973, à l'âge de 24 ans, elle devient la première femme pilote d'American Airlines et la première femme pilote d'une grande compagnie aérienne commerciale américaine.
En même temps, elle est aussi devenue la première femme au monde à obtenir la qualification d'ingénieur de vol sur un avion à turboréacteur.

## Biographie

### Jeunesse
Bonnie Tiburzi Caputo est née Bonnie Linda Tiburzi, le 31 août 1948 dans le Connecticut. Son père était pilote pour SAS et plus tard pour TWA. Après avoir quitté l'industrie du transport aérien, August Robert "Gus" Tiburzi possédait et exploitait Tiburzi Airways - une école de pilotage et une compagnie de vols nolisés à Danbury, Connecticut.

### Carrière
Tiburzi commence sa carrière dans l'aviation, en tant qu'instructrice de vol et pilote charter. En 1973, à l'âge de 24 ans, elle est la première femme pilote recrutée par American Airlines devenant ainsi la première femme pilote d'une grande compagnie aérienne commerciale internationale. Elle est commandant de bord sur Boeing 727, Boeing 757 et Boeing 767. En 1986, Tiburzi rédige son autobiographie, Takeoff : The Story of America's First Woman Pilot for a Major Airline. Elle prend sa retraite d'American Airlines en 1999 après 26 ans de carrière.

### Activités professionnelles complémentaires
Elle est administratrice du Collège de l'Aéronautique de 1990 à 2000.
Elle crée et réalise le prix Women of Accomplishment pour le Wings Club (en) à New York de 1981 à 1983. Ces événements honorent des femmes actives dans des domaines d'activités différents. Les récipiendaires comprennent l'actrice Polly Bergen, la conductrice de course Janet Guthrie, la présentatrice de télévision Jane Paulie, la féministe et auteure Betty Friedan, la rabbin Sally Priesand, l'actrice et porte-parole Maureen O'Hara Blair, Moya Lear de Lear Aircraft Company, Faith Steward Gordon du Television Workshop et Anna Moffo de l'Opera.
Elle crée une Banque d'information destinée à gérer la mise en réseau des adhérentes de la Société internationale des femmes pilotes de ligne afin d'aider à faire avancer la carrière des futures femmes pilotes.
Elle est conférencière dans plusieurs écoles, collèges et clubs privés, dont la Federal Aviation Association et l'association Ninety Nines, qui est la plus ancienne association de femmes pilotes et dont la première présidente fut Amelia Earhart. Elle intervient aussi au Smithsonian Air&Space Museum.

## Publications
- Décollage publié chez Crown Publishing, 1984 (ISBN 1451515774 et 978-1451515770)
- Guide des pilotes pour un voyage en avion parfait dans le magazine Woman's Day[9]

## Récompenses et reconnaissance
- 1974 : Prix Amita en l'honneur des femmes italo-américaines d'élite.
- 1979 : Reconnue comme "Super Sœur" et placée sur des cartes à échanger Super Sister. Ces cartes à collectionner ont été distribuées à tous les enfants d'âge scolaire aux États-Unis.
- 1980 : Amelia Earhart Award.
- 1984 : Women of Accomplishment Award décerné par le Wings Club of New York City.
- 1985 : Non-Stop Achievement Award du Zonta Club of New York.
- 1987 : 50 femmes qui ont changé nos vies par le magazine Woman's Day.
- 1998 :  Women Making History Award du National Museum of Women's history à Washington, D.C.

En 2018, les Independent Spirit Awards ont inauguré le Bonnie Award,, du nom de Tiburzi, qui reconnaît une réalisatrice à mi-carrière avec une subvention sans restriction de 50 000 $ commanditée par American Airlines. La réalisatrice Chloé Zhao a été la première à recevoir ce prix.
L'uniforme de pilote d'American Airlines de Tiburzi est exposé au Smithsonian Air&Space Museum à Washington, D.C.